# Age of Conan: Unchained
Age of Conan: Unchained (ранее известная как Age of Conan: Hyborian Adventures) — компьютерная онлайн-игра, разработанная компанией Funcom (Anarchy Online; Dreamfall: The Longest Journey; The Secret World) и через несколько месяцев ставшая второй по популярности MMORPG на Западе. Игра основана на вселенной Хайборийской эры писателя Роберта Говарда, в России наиболее известной как сеттинг приключений Конана.

## Описание
Действие игры разворачивается во вселенной, созданной Робертом Говардом. Игра создавалась в тесном сотрудничестве с компанией Conan Inc., а потому здесь детально воссозданы все особенности огромного фэнтезийного мира, описанного в книгах и комиксах, воплощенного в кинофильмах. Отличная графика на движке DreamWorld позволила перенести на компьютерные мониторы мир Хайбории во всей мифологической красе.

## Особенности
Выбор причесок, телосложения, роста и веса, татуировок и многих других черт позволит создать собственного уникального героя, а система развития навыков, специальных способностей, боевых качеств и магических знаний сделают его яркой и запоминающейся личностью. Игрок может выбрать одну из трёх народностей: стать варваром из Киммерии, гражданином Аквилонии или коварным стигийцем, что, в свою очередь, повлияет не только на сюжет, но и на специализацию персонажа. В игре представлены двенадцать классов героев, от весьма оригинальных — таких как шаман-медведь или вестник Ксотли — до вполне традиционных ассасина и рейнджера. Все классы могут быть поделены на четыре архетипа: священники, маги, разбойники и воины, причём каждая группа имеет свои особенности, определяющие манеру игры.
Путь в мир Age of Conan: Unchained начинается с одиночных заданий, чтобы у игрока было время овладеть премудростями игры. Однако вскоре — уже вместе с друзьями — придётся отправиться в самые зловещие места Хайбории, чтобы сойтись в схватке с могучими чудовищами и жуткими монстрами. Затем игрокам предстоит организовывать свои гильдии, строить города, захватывать крепости и отбивать атаки других претендентов или же самим инициировать осаду вражеских поселений. Для улучшения благосостояния собственного и своей гильдии игрок может создавать различные предметы и оружие. В этом помогут сотни специальных квестов, выполнение которых направлено на развитие ремесленных навыков.
Система боя в Age of Conan: Unchained предполагает активное участие игрока в кровопролитных схватках: можно контролировать буквально каждый взмах своего оружия и чутко реагировать на вражеские действия. Уникальная система кавалеристской атаки позволит участвовать в бою, находясь в седле лошади, носорога или даже мамонта.

## Отзывы
| Сводный рейтинг    | Сводный рейтинг |
| Агрегатор          | Оценка          |
| ------------------ | --------------- |
| GameRankings       | 81,47 %         |
| Metacritic         | 80/100          |
| Иноязычные издания |                 |
| Издание            | Оценка          |
| Edge               | 7 из 10         |
| G4                 | 4/5             |
| Game Informer      | 8/10            |
| GameSpot           | 8,5/10          |
| GameSpy            | 4/5             |
| GameZone           | 9,4/10          |
| Gamersnet          | 9,0/10,0        |
| Gamereactor        | 9/10            |

Игра заняла третье место в номинации «MMORPG года» (2008) журнала Игромания.

## История
- Официальный запуск игры на европейских серверах состоялся 20 мая 2008 года[13].
- 18 августа 2009 года на сайте игры запущена реклама для выходящего тогда игрового дополнения Rise of the Godslayer. Оно включает мистическую землю Кхитай (Khitai) в азиатском стиле. Дополнение вышло 11 мая 2010 года.[14]
- В феврале 2010 года из-за отсутствия технической поддержки со стороны 1C — российского локализатора игры,[15] разработчики взяли поддержку русских игроков на себя.[16] Однако, судя по отсутствию каких-либо ответов игрокам на русском форуме, на практике это мало проявилось.
- 30 июня 2011 года была изменена маркетинговая политика. Игра переименована в Age of Conan: Unchained. Модель оплаты стала гибридной — можно играть бесплатно по модели free-to-play, имея некоторые игровые ограничения, или оплачивать ежемесячную премиум-подписку. Имеется внутриигровой магазин.
- 31 августа 2011 года Funcom выпустили игровое дополнение Savage Coast of Turan для рекламы выходившего тогда фильма Конан-варвар.
- 1 июля 2013 года с форума игры были удалены разделы на русском и польском языках.[17]